# Kaletka maziowa

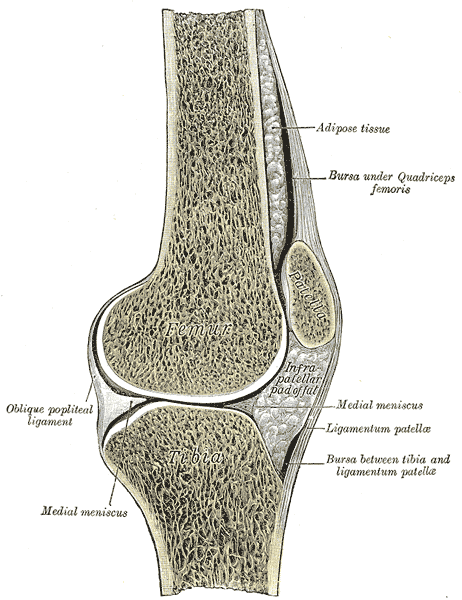
Staw kolanowy: kaletki widoczne z prawej strony; nad i pod linią szczeliny stawowej.

Kaletka maziowa (łac. bursa synovialis) − niestały składnik stawu, rodzaj wytworu błony maziowej, mający postać zbudowanego z tkanki łącznej worka o pęcherzykowatym kształcie, zwykle komunikującego się z jamą stawową i wytwarzającego maź stawową. Dzięki temu posiadają one gładką i wilgotną powierzchnię.

## Budowa
Przypomina budowę torebki stawowej, dwuwarstwowa:
- warstwa zewnętrzna łącznotkankowa włóknista
- warstwa wewnętrzna maziowa, delikatna

Może być podzielona na osobne komory, zarówno całkowicie, jak i częściowo.

## Funkcje
- Zmniejsza tarcie pomiędzy mięśniem, a podłożem w trakcie kurczenia się
- Ułatwia ślizganie się narządów względem siebie
- Uzupełnia torebkę stawową

## Przykłady kaletek
Kaletki mięśni grupy przedniej ramienia:
- mięsień kruczo-ramienny
  - kaletka mięśnia kruczoramiennego (bursa musculi coracobrachialis)
- mięsień dwugłowy ramienia
  - pochewka maziowa międzyguzkowa (vagina synovialis intertubercularis)
  - kaletka dwugłowo-promieniowa (bursa bicipitoradialis)
  - kaletka łokciowa międzykostna (bursa cubitalis interossea)